# Monastero dell'Escorial
Il monastero dell'Escorial, anche detto di San Lorenzo del Escorial, in italiano Escuriale o Escoriale, si trova in Spagna, nella comunità autonoma di Madrid, nel comune di San Lorenzo de El Escorial. Fu fatto costruire da Filippo II come residenza e pantheon dei re di Spagna; fu costruito tra il 1563 e il 1584 per essere monastero e chiesa, oltre che dimora regale. Nel 1984 è stato dichiarato patrimonio dell'umanità dell'UNESCO.

## Storia e vicende

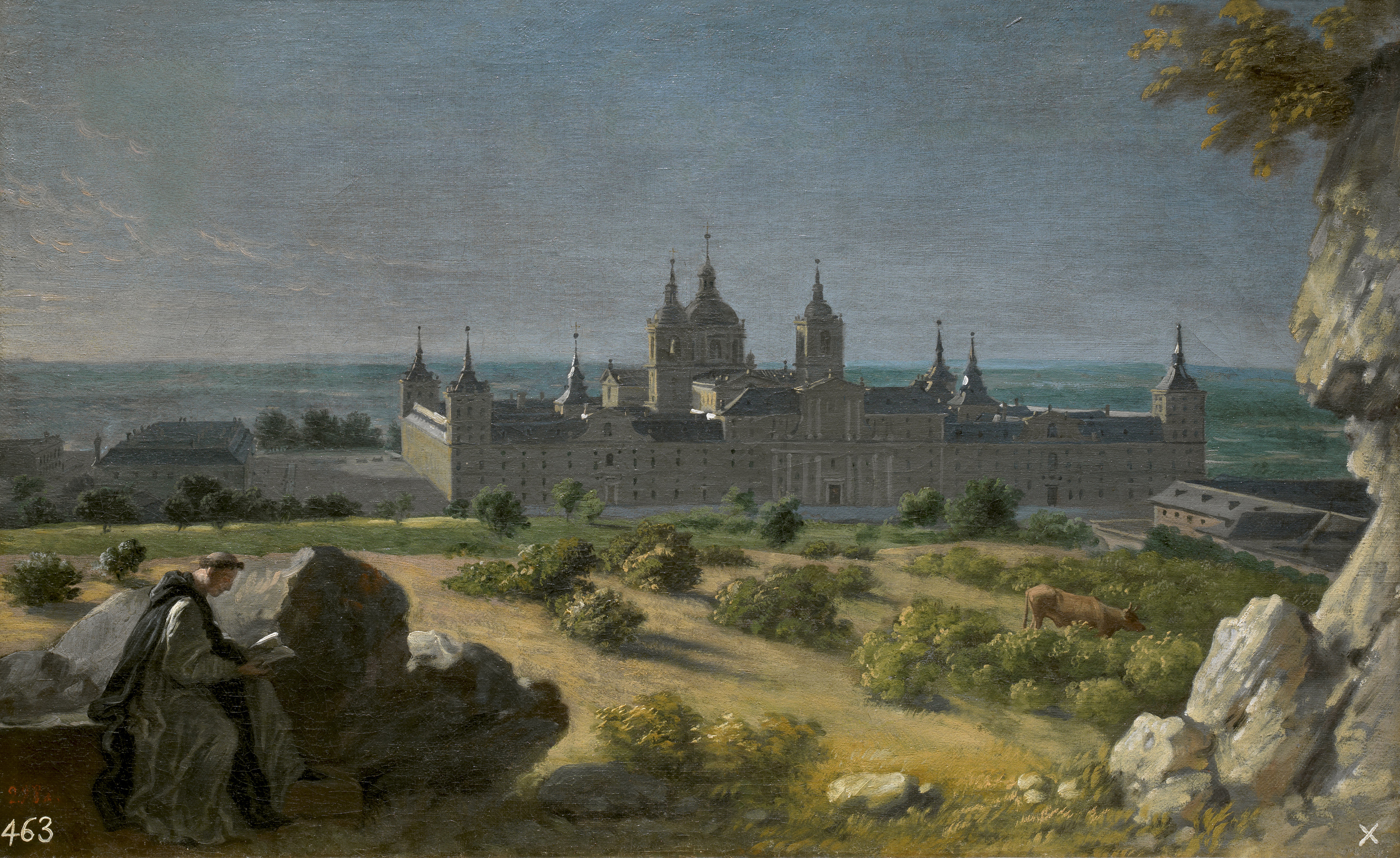
Monastero dell'Escorial nel 1722, Michel-Ange Houasse

Il complesso monumentale progettato e iniziato nel 1563 da Juan Bautista de Toledo fu poi continuato con poche modifiche e finito nel 1585 dall'architetto Juan de Herrera con l'ausilio di altri architetti come Juan de Minjares, Giovan Battista Castello detto Il Bergamasco e Francisco de Mora, tanto da essere considerato un esempio di stile manieristico herreriano.
L'enorme costruzione, che si presenta esternamente in forma quadrangolare con quattro torri angolari e una facciata monumentale, è lunga 208 metri e larga 162, è costruita con granito grigio-bruno e coperta di lastre di ardesia blu e conta 4 000 stanze, 7 600 finestre, più di 3 200 porte, 86 scaloni, 16 cortili, 15 chiostri e 88 fontane.
La pianta dell'edificio ha la forma di una graticola in ricordo del supplizio di morte subito da san Lorenzo arso vivo. L'impressione che si ricava è di austera freddezza nonostante la sua grandiosità e rispecchia l'ortodossia cattolica e la grandezza imperiale di Filippo II che ne seguì le fasi della costruzione. Il re amava riposare in questo luogo e vi volle trascorrere i suoi ultimi giorni fino alla morte, avvenuta nel 1598.

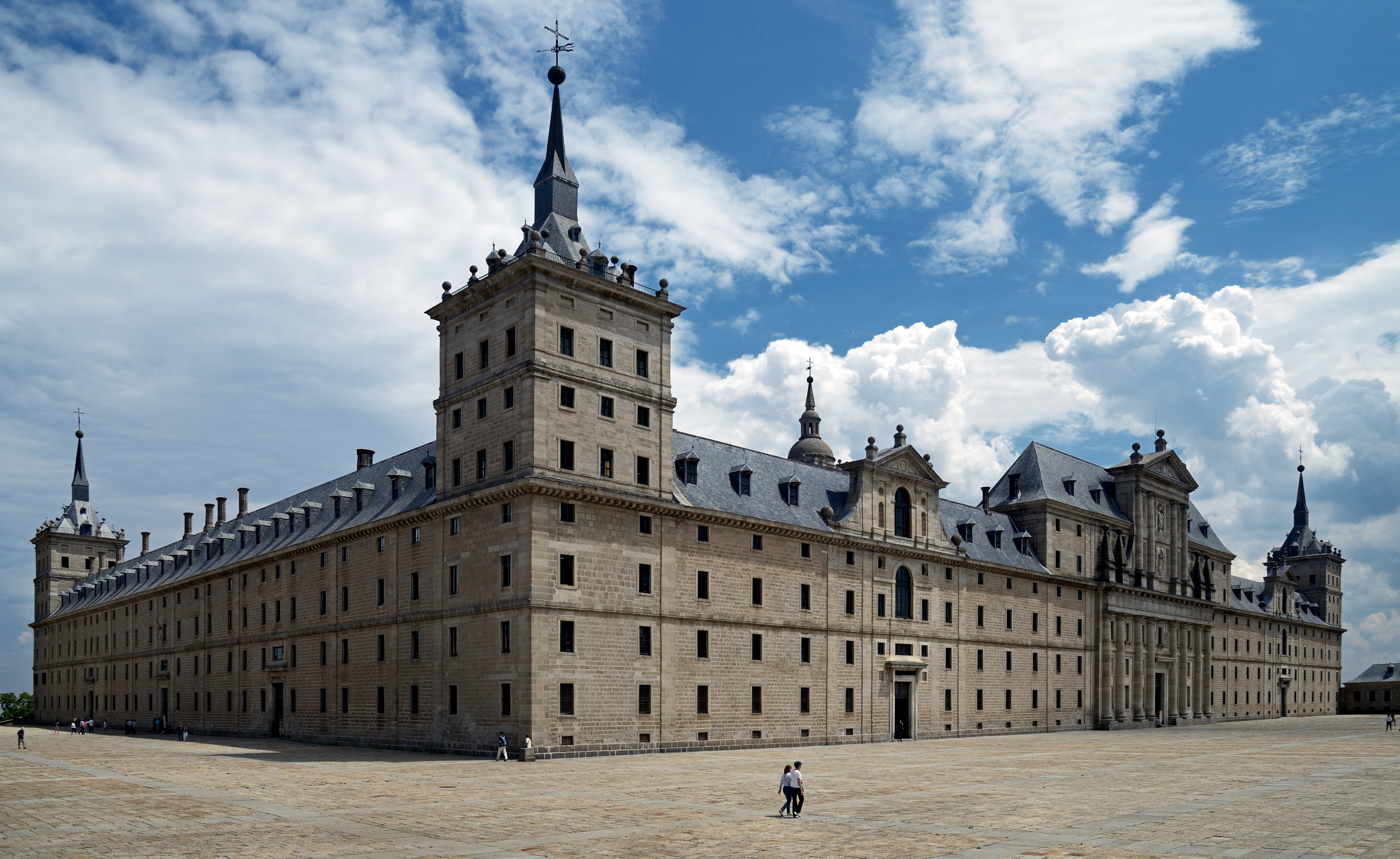
El Escorial. Vista da nord-ovest

È considerato a ragione un tempio della storia, della cultura e dell'arte dei secoli XVI-XVII, particolarmente felici per la Spagna. A costruzione completata inviarono opere oppure furono chiamati dall'Italia e dalla Spagna gli artisti più accreditati del tempo: Pellegrino Tibaldi, Federico Zuccari, Alonso Sánchez Coello, Leone e Pompeo Leoni, Tiziano, El Greco, Juan Gómez de Mora, Giovanni Battista Crescenzi, Diego Velázquez, Luca Giordano, Luca Cambiaso, il già citato Giovan Battista Castello, Juan Bautista Monegro, Luis de Carvajal, Juan Fernández de Navarrete, Granello e altri.
L'Escorial è stata la tomba dell'imperatore Carlo V, e nel monastero venne anche sepolta Isabella Gonzaga († 1593), figlia di Ferrante Gonzaga, primo marchese di Castiglione. Nel 2013 la zecca spagnola ha dedicato una moneta commemorativa da 2 euro al monastero.
Il Real monastero fu affidato ai Padri girolamini fino alla soppressione del governo "liberale" del 1837 (quando vi erano ben 150 monaci), poi passò ai cappellani (secolari) del clero palatino fino al 1875, quindi ai padri scolopi (che già gestivano dal 1869 il locale "collegio reale" creato da Filippo II di Spagna) e finalmente, dal 1885, agli eremitani di Sant'Agostino che ancora vi abitano (anche se la gestione dell'edificio, del patrimonio librario e delle opere d'arte è curata direttamente dallo Stato spagnolo).
Nel 1892 vi fu fondato il Real Colegio Universitario María Cristina, in onore della regina di Spagna Maria Cristina d'Austria, gestito dagli agostiniani e affiliato all'Università Complutense di Madrid, oggi Real Centro Universitario Escorial-María Cristina con corsi in teologia, lingua e letteratura spagnola, giurisprudenza, economia, etc.

## Descrizione

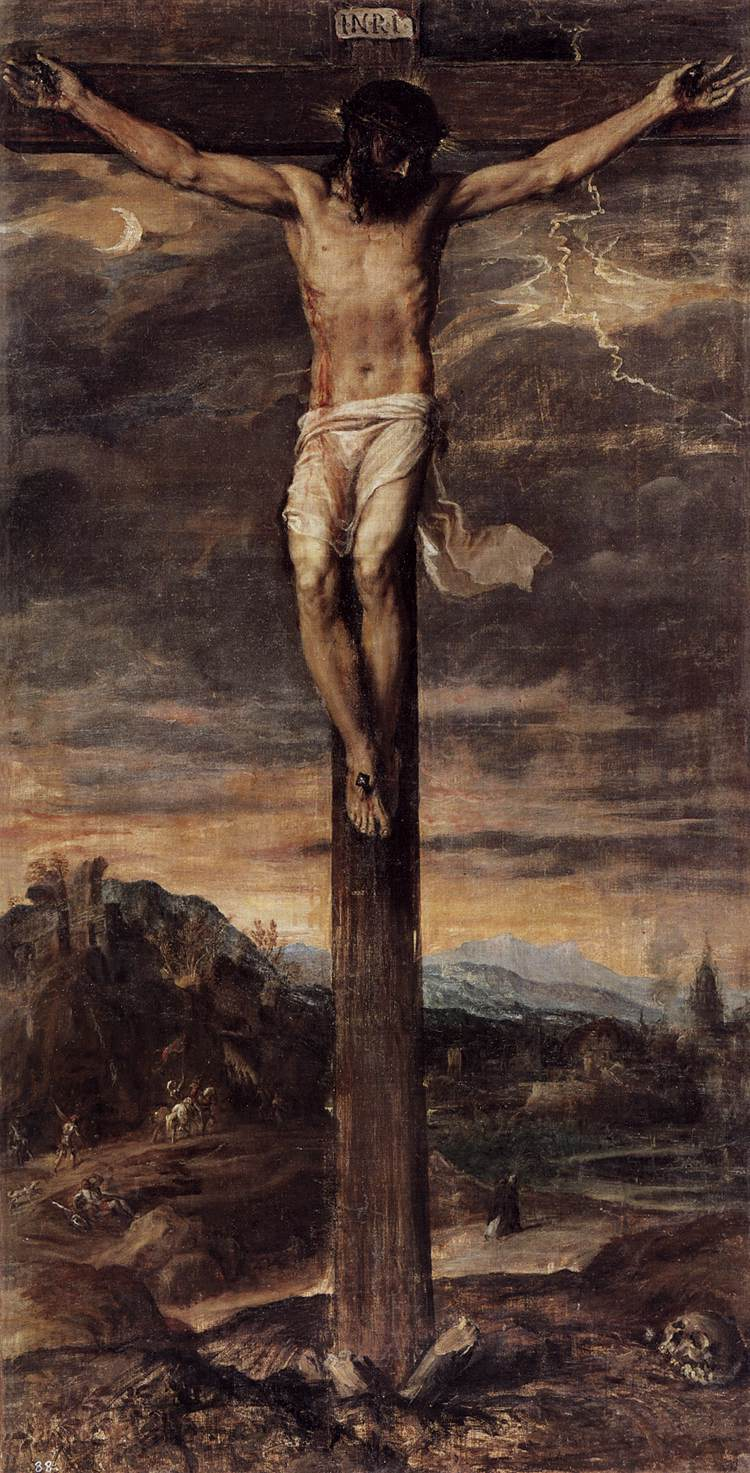
Nel monastero è conservata la Crocifissione di Tiziano del 1555

Il monumento si compone di diverse parti:
- Il Palacio de los Austrias, con l'appartamento dell'infanta Isabella Clara Eugenia di Spagna con mobili e arredi d'epoca, originariamente destinato alla moglie di Filippo II morta prima che l'Escorial fosse finito, l'appartamento del re e alcune sale.
- I Nuevos Museos, ricchi di dipinti di grandi artisti spagnoli, italiani e fiamminghi, fra gli altri El Greco, Velázquez, Tiziano, Tintoretto, Veronese, Bosch.
- La Basilica, una delle maggiori opere dell'architettura spagnola a pianta quadrata, tre navate e una grandiosa cupola, le volte affrescate da Cambiaso e Giordano, pale d'altare di grandi artisti barocchi e un Crocifisso in marmo bianco di Benvenuto Cellini. La Capilla Mayor è un complesso cinquecentesco di grande ricchezza: l'altare con il tabernacolo a forma di tempio, un retablo in marmo e bronzo (le sculture sono di Pompeo e Leone Leoni), numerosi dipinti e due gruppi in bronzo, capolavori dei Leoni, raffiguranti uno Filippo II in preghiera con la sua famiglia, l'altro Carlo V anche lui in preghiera con la famiglia. La chiesa è Basilica minore[5].
- Le Salas Capitulares, aule per le sedute del Capitolo con soffitti decorati con "grottesche" di artisti genovesi del secolo XVI. Nelle diverse sale ci sono dipinti di grandi artisti: El Greco, Velázquez, Tintoretto, Veronese, Bosch.
- Il Panteón, sotterraneo, preceduto dal Pudridero dove venivano lasciati i cadaveri per 20 o 30 anni prima di essere inumati; comprende il Panteón de los Reyes che contiene i sepolcri dei re di Spagna e delle regine che sono state madri di re, voluto da Filippo II, iniziato soltanto nel 1617 e terminato nel 1654 sotto Filippo IV, e il Panteón de los Infantes cioè dei principi reali e delle altre regine, iniziato da Isabella II e terminato nel 1888. Vi sono inumati tutti i re di Spagna da Carlo I, eccettuati Filippo V, Ferdinando VI, Giuseppe I Buonaparte e Amedeo I di Savoia, sepolti, rispettivamente, a La Granja de San Ildefonso, nella chiesa del Convento de las Salesas Reales di Madrid, all'Hôtel des Invalides di Parigi e nella Basilica di Superga di Torino.
- La Biblioteca fu voluta da Filippo II, che intendeva riunire in questa sala tutto il sapere del tempo. Negli eleganti scaffali dell'italiano G. Frecci trovano posto molti libri di valore, fra cui grandi collezioni di manoscritti greci, ebraici e arabi (edizioni del Corano miniate del X-XI secolo), manoscritti medievali, incunaboli, cinquecentini, ecc. Vi si trovano i libri di Carlo V e autografi di santa Teresa d'Avila. Le volte e le pareti della vastissima sala sono riccamente affrescate da Pellegrino Tibaldi.
- La Casita del Principe è un piccolo edificio dalle forme neoclassiche eretto a est del monastero nel 1772 da Juan de Villanueva per il principe e futuro re Carlo IV. La costruzione è immersa nei giardini ed è arredata secondo gli stili Luigi XVI e Impero con mobili, arazzi, lampadari, porcellane e notevoli dipinti di pittori italiani quali i Carracci, Luca Giordano, il Domenichino, Corrado Giaquinto.

Pochi chilometri più a sud, a sinistra della strada per Avila, sulla sommità di un colle roccioso, c'è la Silla del Rey (la Sedia del re); un incavo nella roccia in cui Filippo II era solito sedere e osservare dall'alto i lavori della costruzione dell'Escorial. Nelle vicinanze si trova la Casita de Arriba, già piccola residenza e studio del principe Juan Carlos I di Spagna con mobili e arredi in stile impero.

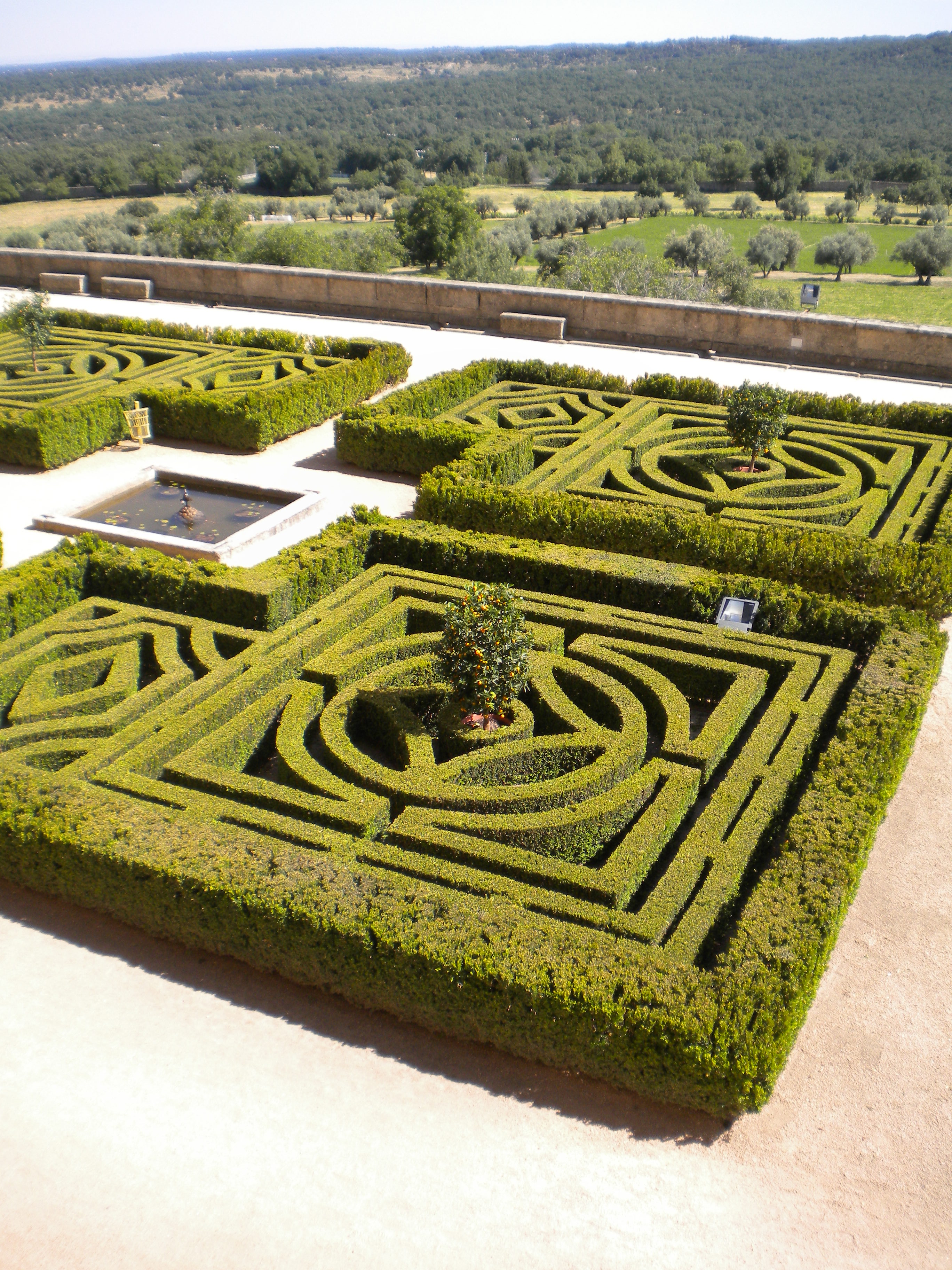
I giardini all'italiana del monastero

## Opere d'arte
- Seguace di Hieronymus Bosch, Incoronazione di spine, 1533 circa
- Benvenuto Cellini, Crocifisso, 1556-1562
- Tiziano Vecellio, Crocifissione, 1555 circa
- Tiziano Vecellio, San Girolamo penitente, 1575
- El Greco, Adorazione del Santo Nome di Gesù, 1577-1580
- El Greco, San Pietro, 1608

## Galleria d'immagini

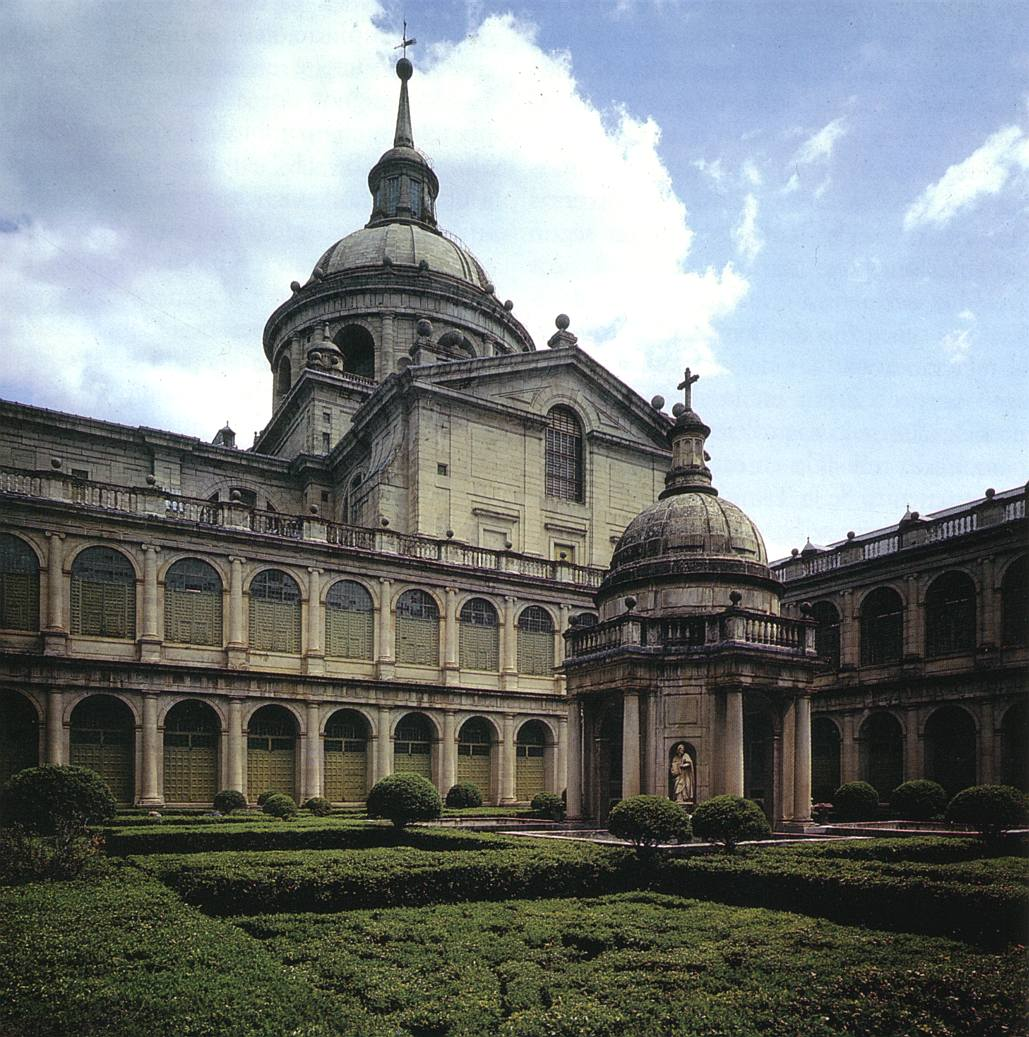
Patio degli Evangelisti
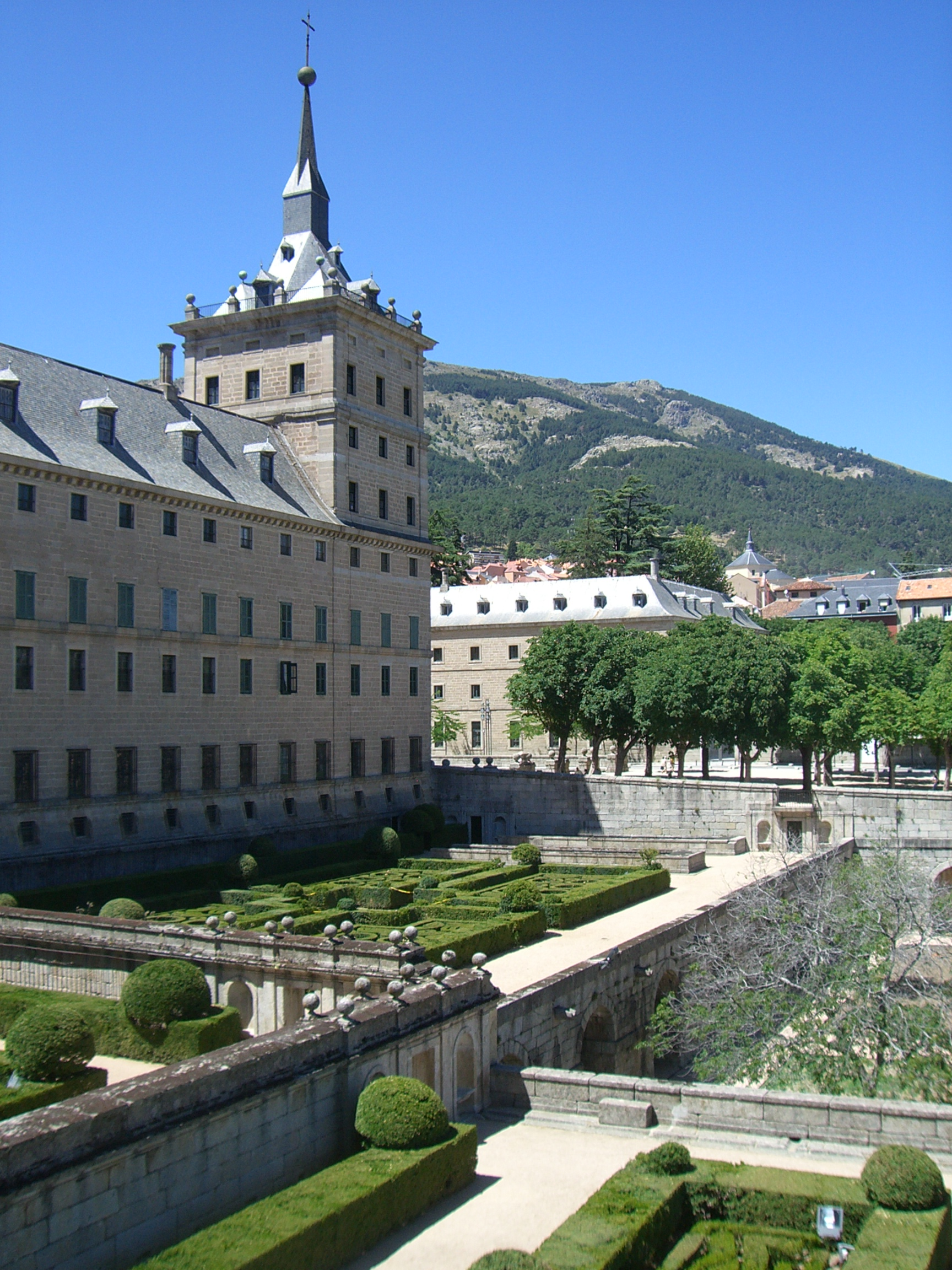
L'Escorial dai giardini
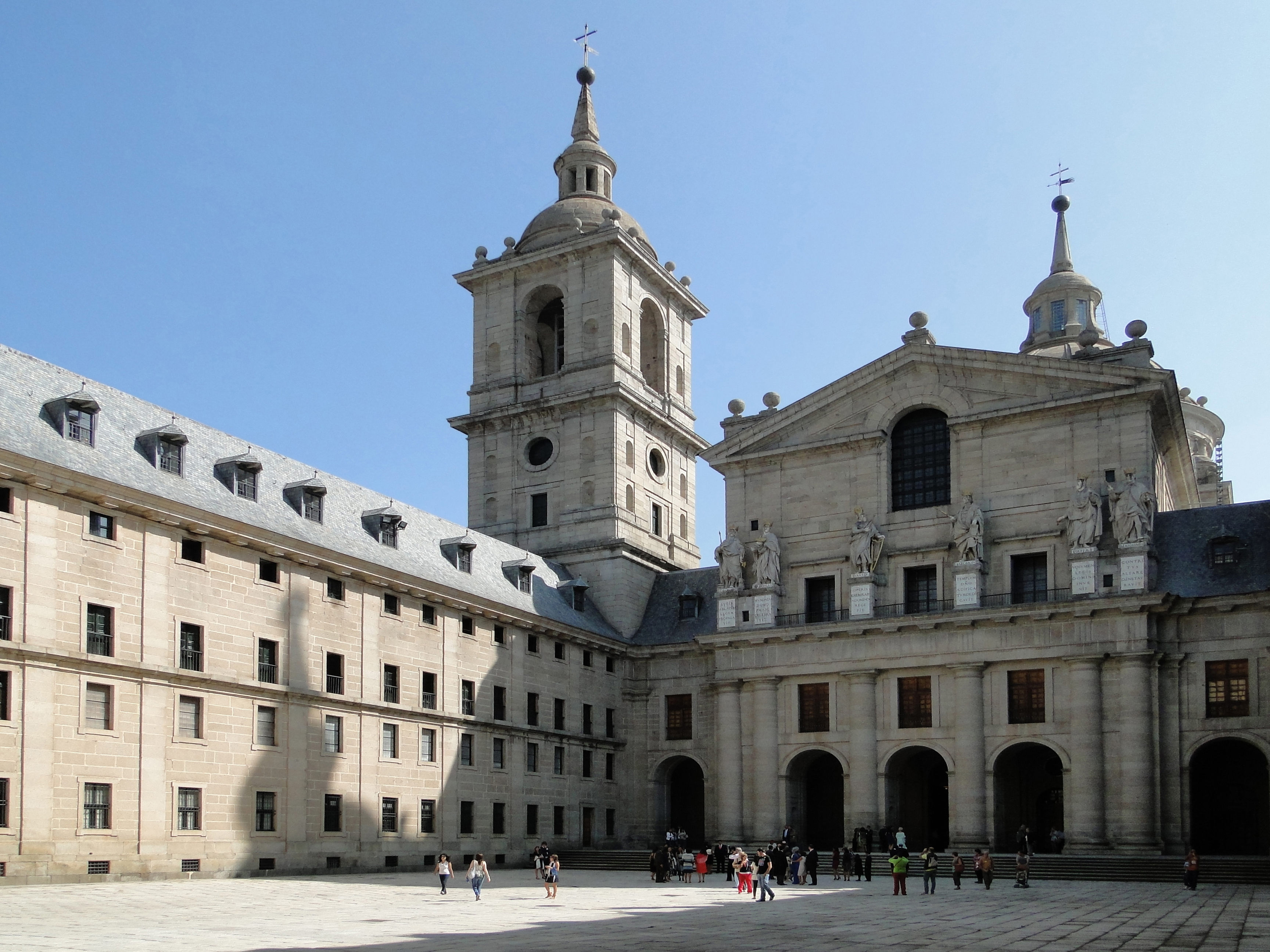
Corte regia
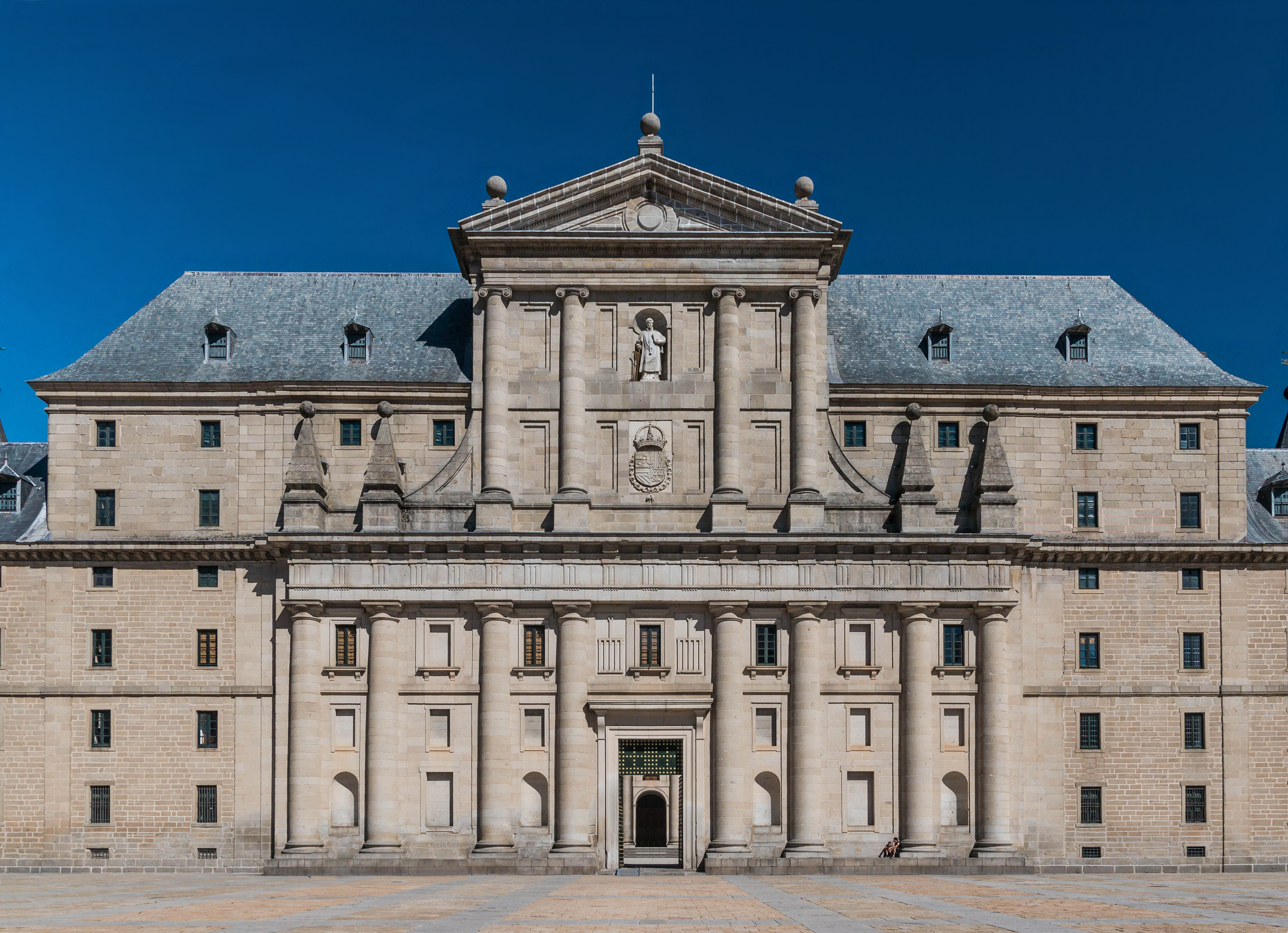
Facciata esterna che corrisponde all'atrio della basilica
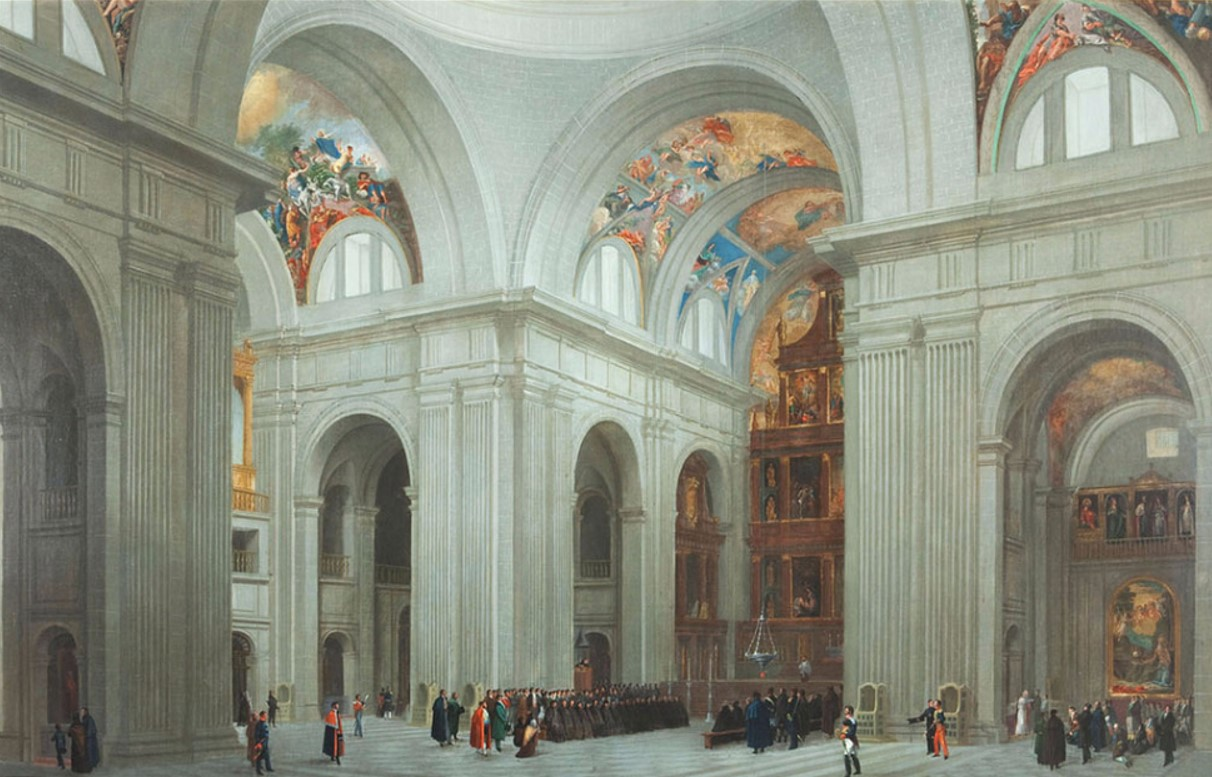
Interno della basilica
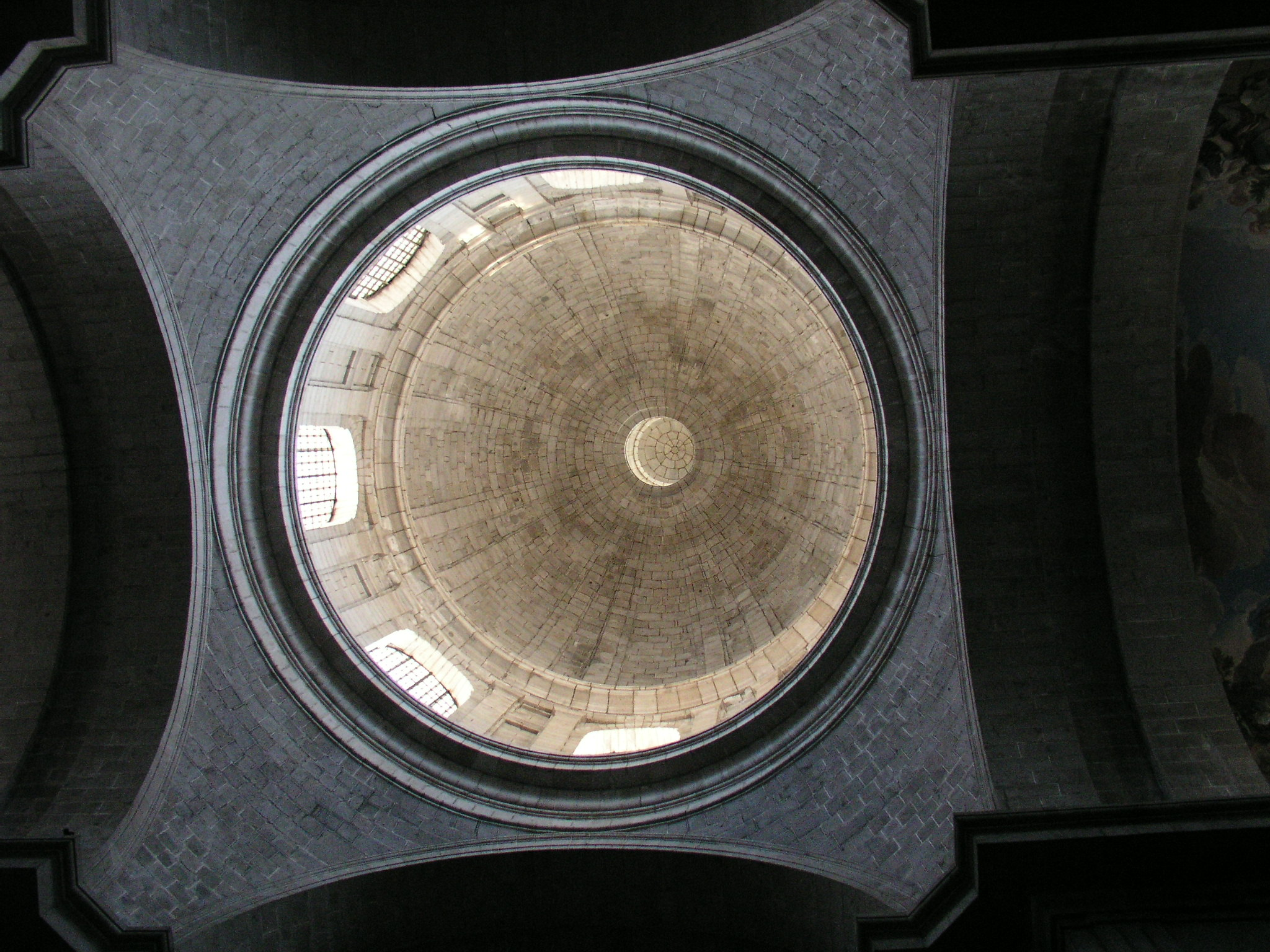
Cupola della basilica
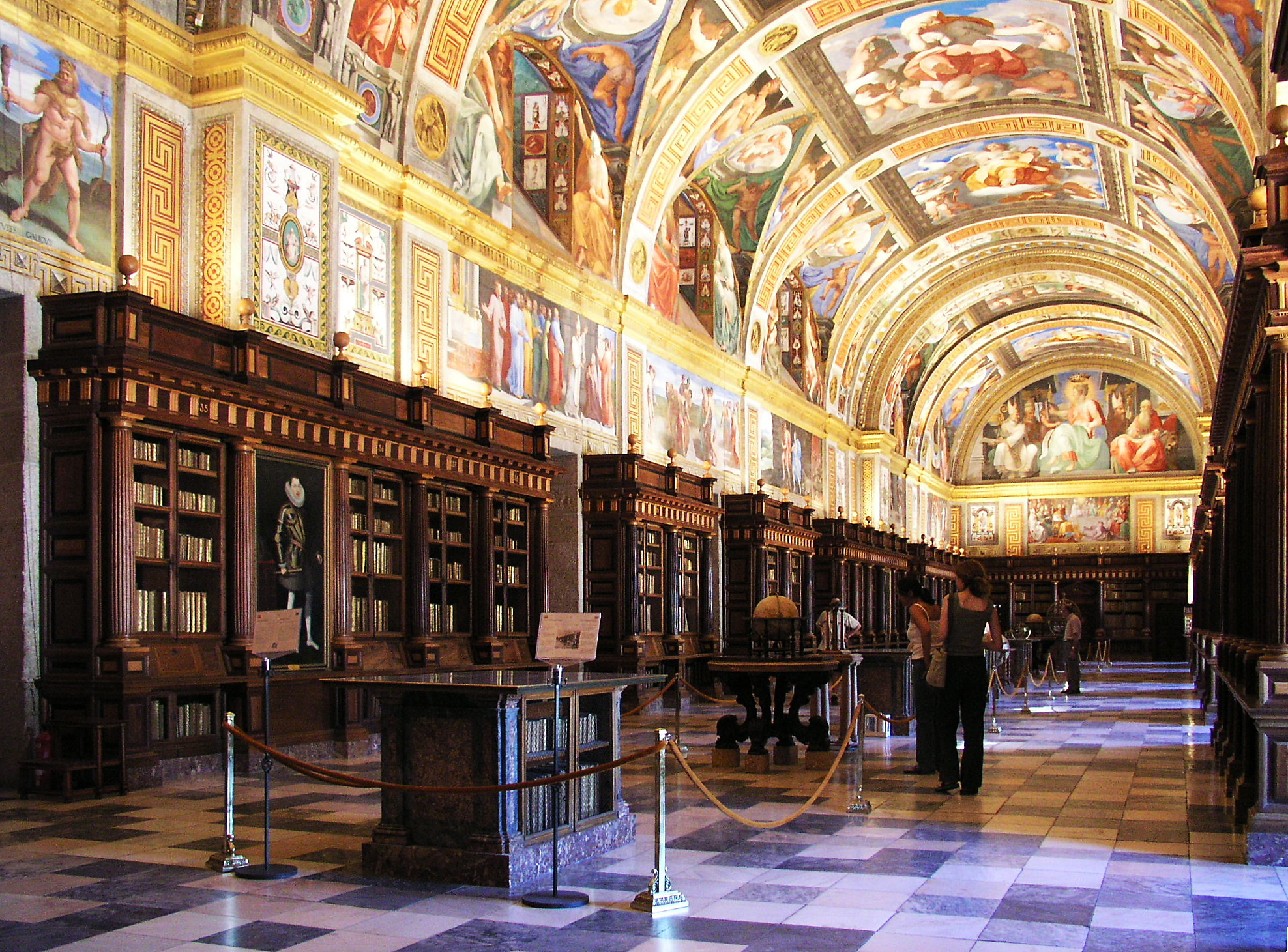
Biblioteca
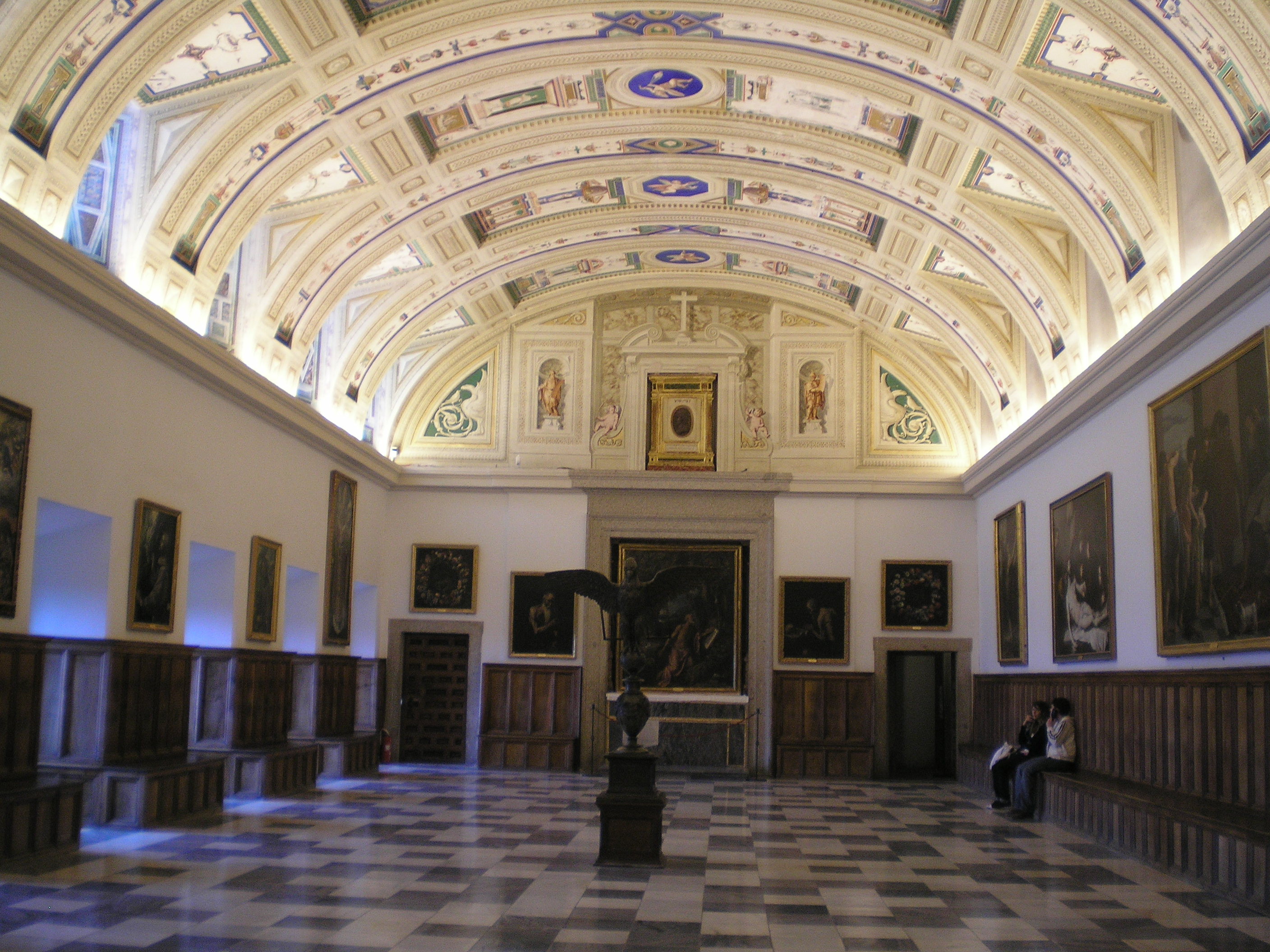
Sala vicariale
Moneta commemorativa da 2 euro della Zecca spagnola